# جوك روس
جوك روس (بالإنجليزية: Jock Ross)‏ هو لاعب اتحاد الرغبي نيوزلندي، ولد في 24 أبريل 1949 في أشبورتون ‏ في نيوزيلندا.